# Sameer Zuberi (bác sĩ)
Sameer Zuberi là một bác sĩ tại Bệnh viện Hoàng gia cho Trẻ em bị Bệnh ở Glasgow, Scotland, và là Chủ tịch danh dự về Thần kinh Nhi khoa (Trường Y, Nha khoa & Điều dưỡng) tại Đại học Glasgow. Ông cũng là biên tập viên của tạp chí học thuật xuất bản nửa tháng một lần European Journal of Paediatric Neurology và từng là chủ tịch của Hội Thần kinh Nhi khoa châu Âu. Ông đã nhận được Giải thưởng Đại sứ vì bệnh động kinh của Liên đoàn Quốc tế Chống Động kinh.